# RCR Arquitectes

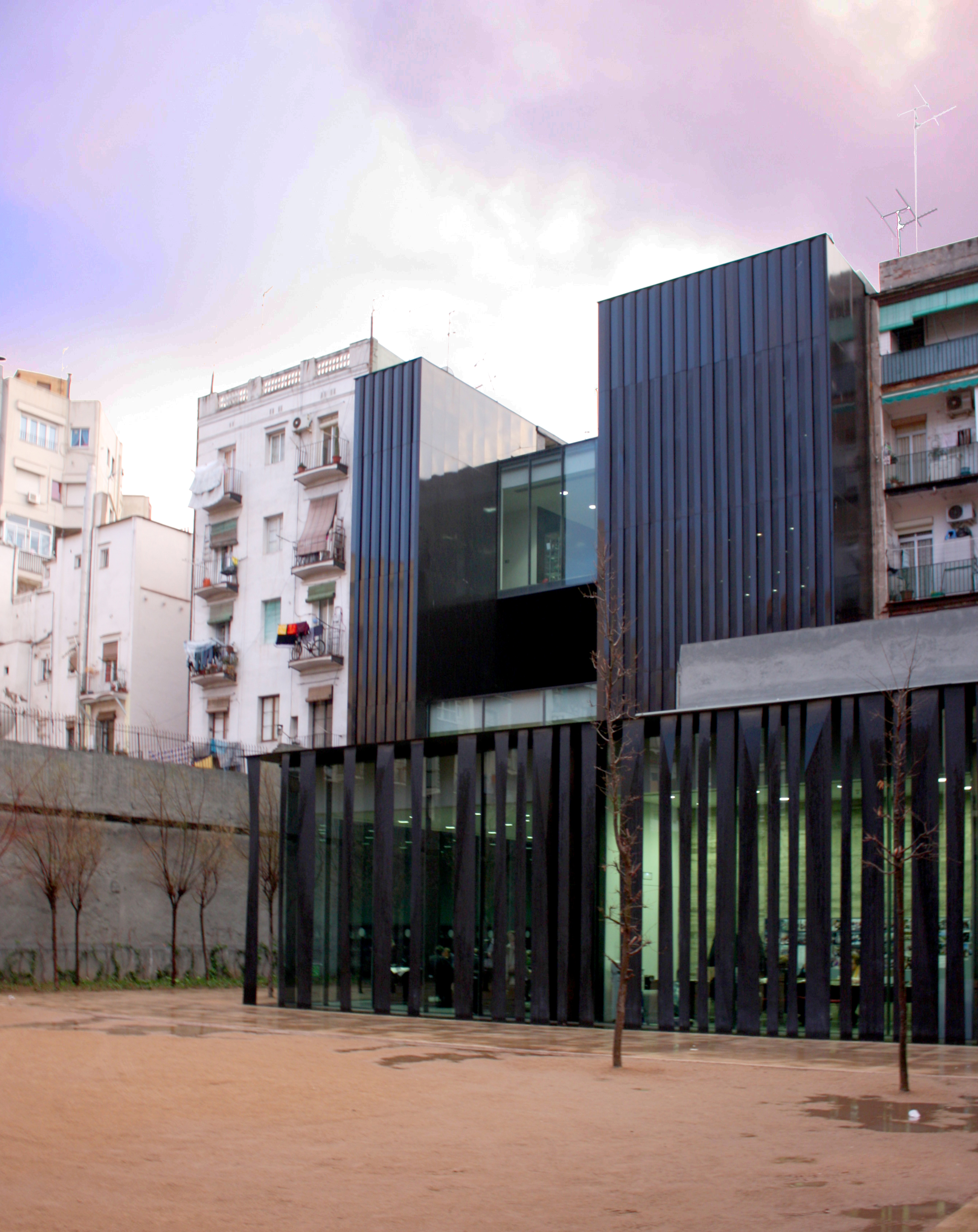
Здание Публичной библиотеки в Барселоне, построенное по проекту RCR

RCR Arquitectes — испанское архитектурное бюро, основанное Рафаэлем Арандой, Кармен Пижем и Рамоном Вилалта. Трио архитекторов стало лауреатами Притцкеровской премии в 2017 году. И хотя бюро получало множество наград до Притцкеровской премии, они были относительно неизвестны сравнительно с другими финалистами.

## История
Бюро было основано в городе Олот, Испания в 1988 году.
В 1987 году Аранда, Пигем и Вилалта закончили школу архитектуры при Техническом университете Каталонии, а через год в Олоте открыли студию RCR Arquitectes. На сегодняшний день они работают вместе почти 30 лет.
Вплоть до 2012 года архитекторы работали только в Испании, далее география проектов расширилась — постройки RCR появились во Франции, Бельгии, Дубае.

## Стиль
Бюро известно частым применением стальных конструкций (часто с эффектом коррозии). Их объекты — небольшого масштаба, но с тщательной проработкой деталей.

## Избранные работы
Бюро спроектировало массивное здание Музея Soulages, расположенном во французском городе Родез, одержав победу в архитектурном конкурсе в 2007 году.